# Solenysa circularis
Solenysa circularis là một loài nhện trong họ Linyphiidae.
Loài này thuộc chi Solenysa. Solenysa circularis được miêu tả năm 1993 bởi Gao, Zhu & Sha.